# Белл (Каліфорнія)
Белл (англ. Bell) — місто (англ. city) в США, в окрузі Лос-Анджелес штату Каліфорнія. Населення — 33 559 осіб (2020).
Є передмістям Лос-Анджелеса.

## Географія
Белл розташований на західному березі річки Лос-Анджелес за координатами 33°58′47″ пн. ш. 118°10′45″ зх. д. / 33.97972° пн. ш. 118.17917° зх. д. (33.979704, -118.179249).  За даними Бюро перепису населення США в 2010 році місто мало площу 6,78 км², з яких 6,48 км² — суходіл та 0,31 км² — водойми.

## Демографія
Згідно з переписом 2010 року, у місті мешкало 35 477 осіб у 8870 домогосподарствах у складі 7557 родин. Густота населення становила 5230 осіб/км².  Було 9217 помешкань (1359/км²).
Расовий склад населення:
| - 53,8 % — білих - 0,9 % — корінних американців - 0,9 % — чорних або афроамериканців - 0,7 % — азіатів - 39,2 % — осіб інших рас |

До двох чи більше рас належало 4,4 %. Частка іспаномовних становила 93,1 % від усіх жителів.
За віковим діапазоном населення розподілялося таким чином: 32,0 % — особи молодші 18 років, 61,2 % — особи у віці 18—64 років, 6,8 % — особи у віці 65 років та старші. Медіана віку мешканця становила 28,9 року. На 100 осіб жіночої статі у місті припадало 101,7 чоловіків;  на 100 жінок у віці від 18 років та старших — 98,5 чоловіків також старших 18 років.
Середній дохід на одне домашнє господарство  становив 44 814 долари США (медіана — 37 269), а середній дохід на одну сім'ю — 44 983 долари (медіана — 37 686). Медіана доходів становила 29 283 долари для чоловіків та 24 476 доларів для жінок. За межею бідності перебувало 27,7 % осіб, у тому числі 36,9 % дітей у віці до 18 років та 22,0 % осіб у віці 65 років та старших.
Цивільне працевлаштоване населення становило 14 583 особи. Основні галузі зайнятості: освіта, охорона здоров'я та соціальна допомога — 16,3 %, виробництво — 15,0 %, роздрібна торгівля — 14,6 %.